# 陕西机器制造局
陕西机器制造局为1894年，陕西巡抚鹿传霖创建于西安,后于1895年改为陕西制造局。后来历次改名，并于1948年改为陕西兵工厂。胡宗南败退出西安后，兵工厂大量装备被带入陕南。